# Tamara Davydenko
Tamara Davydenko, född den 8 juni 1975 i Pinsk, Vitryska SSR, Sovjetunionen, är en vitrysk roddare.
Hon tog OS-brons i åtta med styrman i samband med de olympiska roddtävlingarna 1996 i Atlanta.